# Hymenochaete pratensis
Hymenochaete pratensis är en svampart som beskrevs av Viégas 1945. Hymenochaete pratensis ingår i släktet Hymenochaete och familjen Hymenochaetaceae.   Inga underarter finns listade i Catalogue of Life.